# Zawada Górna
Zawada Górna – część wsi Zawada w Polsce, położona w województwie łódzkim, w powiecie łęczyckim, w gminie Łęczyca.
Zawada Górna wchodzi w skład sołectwa Zawada.
W latach 1975–1998 Zawada Górna administracyjnie należała do województwa płockiego.